# Георг II (герцог Монбельяра)
Георг II Вюртемберг-Монбельярский (нем. Georg II. von Württemberg-Mömpelgard; 5 октября 1626 in Монбельяр — 1 июня 1699, Монбельяр) — герцог Монбельяра.

## Биография
Георг II — сын герцога Людвига Фридриха Монбельярского и его второй супруги Анны Элеоноры (1602—1685), дочери графа Иоганна Казимира Нассау-Глейбергского (1593—1602). В 1662 году наследовал в Монбельяре старшему брату Людвигу Фридриху.
В 1676 году Монбельяр был оккупирован войсками Людовика XIV, пытавшегося в рамках своей завоевательной политики поставить под свой контроль левобережные владения Вюртемберга. Георг бежал из Монбельяра, в 1684 году получил возможность вернуться, но отказался признать верховенство Франции. Поэтому до 1698 года Монбельяром управлял двоюродный брат Георга герцог Фридрих Карл Вюртемберг-Виннентальский. После его смерти Георг в конце концов вернулся в Монбельяр и умер в следующем году.

## Потомки
9 марта 1648 года герцог Георг женился в Монбельяре на Анне де Колиньи (1624—1680), дочери Гаспара де Колиньи и сестре маршала Франции Гаспара IV де Колиньи. У супругов родились:
- Отто Фридрих (1650—1653)
- Генриетта (1654—1680)
- Элеонора Шарлотта (1656—1743), замужем за герцогом Сильвиусом Фридрихом Вюртемберг-Эльсским (1651—1697)
- Конрад Людвиг (1658—1659)
- Анна (1660—1733)
- Елизавета (1665—1726), замужем за герцогом Фридриха Фердинанда Вюртемберг-Вейтлингенского (1654—1705)
- Гедвига (1667—1715)
- Леопольд Эберхард (1670—1723), герцог Монбельяра, женат на Анне Сабине фон Гедвигер, «графине фон Шпонек» (1676—1735), затем на Элизабет Шарлотте Кюри, госпоже Л’Эсперанс (1684—1733). Оба брака морганатические. Потомство от второго брака - бароны д'Эсперанса.